# Adrianna Sułek-Schubert
Adrianna Sułek-Schubert (* 3. April 1999 in Bydgoszcz als Adrianna Sułek) ist eine polnische Leichtathletin, die sich auf den Siebenkampf spezialisiert hat.

## Sportliche Laufbahn
Erste internationale Erfahrungen sammelte Adrianna Sułek-Schubert bei den 2016 erstmals ausgetragenen Jugendeuropameisterschaften in Tiflis, bei denen sie mit 5282 Punkten den 14. Platz belegte. Im Jahr darauf klassierte sie sich bei den U20-Europameisterschaften in Grosseto mit 5784 Punkten auf dem siebten Platz und 2018 gewann sie bei den U20-Weltmeisterschaften in Tampere mit 5939 Punkten die Bronzemedaille. 2019 wurde sie bei den U23-Europameisterschaften in Gävle mit 5954 Zählern Sechste und 2021 belegte sie bei den U23-Europameisterschaften in Toruń mit 4231 Punkten den neunten Platz. Im Juli siegte sie dann mit 6305 Punkten bei den U23-Europameisterschaften in Tallinn und qualifizierte sich damit über die Weltrangliste für die Olympischen Spiele in Tokio, bei denen sie mit 6164 Punkten den 16. Platz belegte.
2022 startete sie bei den Hallenweltmeisterschaften und gewann dort mit neuem polnischen Rekord von 4851 Punkten die Silbermedaille im Fünfkampf hinter der Belgierin Noor Vidts. An den Weltmeisterschaften in Eugene erzielte sie mit 6672 Punkten einen neuen polnischen Rekord und belegte den vierten Platz. An den Europameisterschaften in München gewann sie mit 6532 Punkten die Silbermedaille hinter Nafissatou Thiam. Im Jahr darauf erzielte sie bei den Halleneuropameisterschaften in Istanbul 5014 Punkte und überbot damit den bisherigen Weltrekord der Ukrainerin Natalija Dobrynska. Im selben Wettkampf machte die Belgierin Thiam aber 5055 Punkte und Sułek musste sich mit der Silbermedaille begnügen. Im Mai wurde sie mit 6480 Punkten Dritte beim Hypomeeting in Götzis und verzichtete anschließend aufgrund ihrer Schwangerschaft an der Teilnahme an den Weltmeisterschaften. Bereits im Jahr darauf bestritt sie jedoch wieder Wettkämpfe und nahm an den Olympischen Sommerspielen in Paris teil und wurde dort mit 6226 Punkten Zwölfte.
In den Jahren 2019, 2021 und 2023 wurde Sułek polnische Meisterin im Siebenkampf sowie 2019 auch in der 4-mal-100-Meter-Staffel. Zudem wurde sie 2018 und 2019 sowie 2022 und 2023 Hallenmeisterin im Fünfkampf.

## Persönliche Bestleistungen
- Siebenkampf: 6672 Punkte, 18. Juli 2022 in Eugene (polnischer Rekord)
  - Fünfkampf (Halle): 5014 Punkte, 3. März 2023 in Istanbul (polnischer Rekord)